# Münsingen, Bern
Münsingen BE là một đô thị trong huyện Bern-Mittelland, bang Bern, Thụy Sĩ. Đô thị này có diện tích 15,77 km2, dân số thời điểm tháng 12 năm 2020 là 12966 người.